# Kontraspionage
Kontraspionage, verksamhet som syftar till att förebygga, avslöja och bekämpa spionage.
Kontraspionage bedrivs av en säkerhetstjänst. I Sverige är det Säkerhetspolisen som ansvarar för kontraspionagearbetet.